# Кубинский испанский

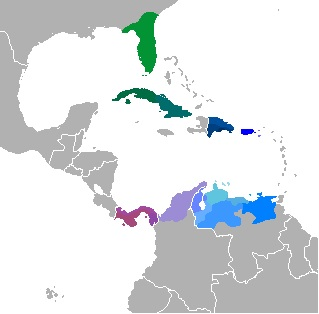
Кубинский испанский как одна из классических вариаций карибско-испанского языкового ареала.

Кубинский диалект испанского языка (исп. Español cubano) — диалект, а точнее национальный вариант испанского языка, распространённый на Кубе, где им пользуется порядка 12 миллионов человек. В результате массовых миграций кубинцев в США, этим вариантом с разной степенью частотности пользуется около 2 миллионов человек, преимущественно в штате Флорида, особенно в г. Майами. Кроме этого, в результате того что несколько поколений кубинцев получили образование в СССР, именно кубинский испанский долгое время был фактически единственной разновидностью испанского языка, с которой на практике сталкивались советские лингвисты. Кубинский испанский является субдиалектом карибского испанского с небольшими различиями между говором на западе и востоке острова, главным образом в интонации и лексике.

## История
Как и в других частях Вест-Индии, на формирование местного диалекта оказали влияние языки индейцев — обитателей Кубы доколумбового периода. Индейское происхождение имеют некоторые слова, используемые на Кубе в настоящее время, особенно в разговорной речи или для обозначения конкретных кубинских реалий — ajiaco, anón, arique, aura, bajareque, batey, bejuco, bija, bohío, caimán, caney, casabe, cimarrón, comején, cobo, conuco, curiel, cutarra, fotuto, guagua, guajiro, guanábana, guanajo, guararey, guasasa, guayaba, guayo, güije/jigüe, güira, jíbaro, jicotea, jimagua, jutía, majá, mamey, mambí, mangle, manigua, totí, yagua, yarey, yuca.
Из всех региональных диалектов испанского языка кубинский диалект более всего походит на канарский диалект, это обусловлено активной миграцией на Кубу населения Канарских островов в конце XIX — начале XX веков. На Кубу эмигрировали также носители испанского из провинций континентальной Испании — Галисии, Каталонии, Страны Басков, Астурии, но их численность и влияние было незначительным.
Разговорный и письменный испанский язык на Кубе содержит определённое количество характерных только для кубинского диалекта слов — кубанизмов. Большая часть кубанизмов связана с лексикой канарского диалекта. Например, Guagua («Автобус») вместо стандартного испанского Autobús. Слово Guagua возникло на Канарских островах и является звукоподражанием звуку клаксона. Другой пример — используемый на Кубе глагол fajarse («бороться»), в то время как стандартный испанский глагол имеет вид pelearse.
Также кубинский диалект содержит заимствования из английского, французского и русского языков. Благодаря американскому влиянию в кубинский диалект вошли слова Pulover (в значении «Футболка») и chor («шорты», с типичным переходом английского «sh» в испанское «Ch»). Уникальная политическая ситуация на Кубе привела к появлению слов compañero/compañera («товарищ»), используемых вместо обычных señor/señora (господин/госпожа).
Кубинский диалект восточной части острова ближе к диалекту испанского Доминиканской республики.

## Морфология и синтаксис

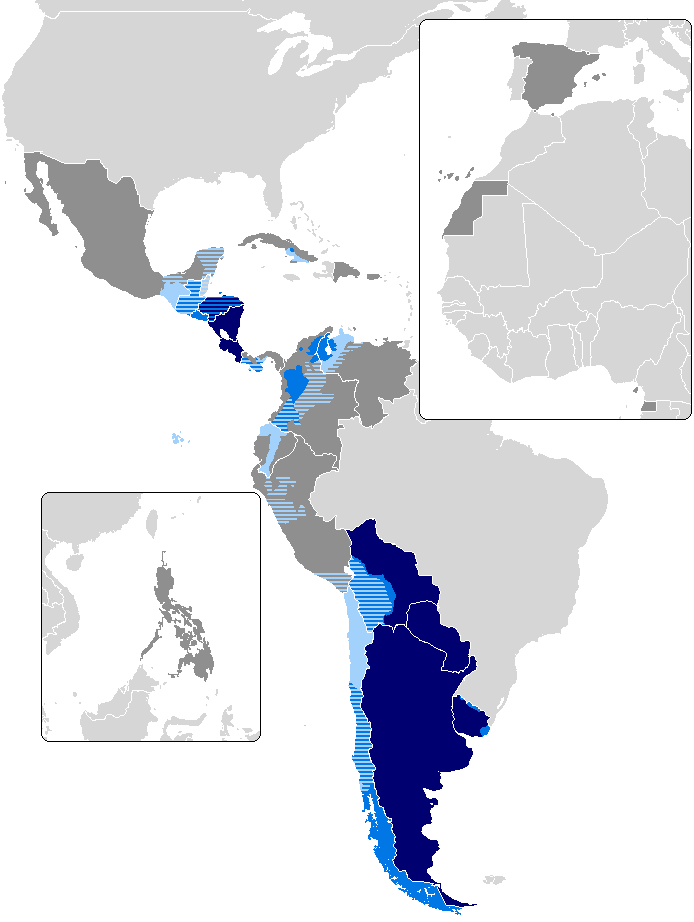
За исключением небольшого ареала восео, на Кубе доминирует тутео

Кубинский диалект характеризуется многими особенностями, типичными для карибского испанского, среди которых можно отметить:
- Распространенность обращения на «ты», хотя на востоке острова встречается и «вы» (vos);
- Местоимение vosotros на Кубе сохранялось дольше чем в других странах Латинской Америки (до 1898 года остров контролировала Испания), но в настоящее время оно практически везде заменяется на стандартное латиноамериканское ustedes;
- подобно диалектам испанского в Доминиканской Республике и на Пуэрто-Рико, для кубинского диалекта характерна вставка избыточного местоимения в предложении: Susana dice que mañana ella no va a venir («Сусанна сказала, что она завтра не придёт»);
- Особенности синтаксиса включают инверсию порядка слов в вопросительном предложении (SVO вместо SOV)
  - ¿cómo tú tá (estás)? вместо ¿cómo estás (tú)?
¿qué tú cree (crees)? вместо ¿qué crees (tú)?
¿cómo tú te llama (llamas)? вместо ¿cómo te llamas (tú)?

## Фонетика
Одной из наиболее характерных особенностей фонетики кубинского диалекта является дебуккализация /s/ в конце слога, что характерно для большинства латиноамериканских диалектов испанского, а также канарского испанского и некоторых диалектов южной части Пиренейского полуострова.
Кроме того, звук /S/ в некоторых словах может вообще опускаться, например «disfrutar» («наслаждаться») произносится как «difrutar», «fresco» («свежий») — как «freco». В Гаване «Despues» обычно произносится как «Depue».
В кубинском испанском может опускаться также финальный интервокальный звук /d/, как, например, в слове «cansado» («усталый», произносится «kansao»). Другое типичное явление -опускание финального /r/ в некоторых глаголах (например — «parar» может быть усечено до «paral»).
Ещё одной характерной особенностью кубинского диалекта является использование уменьшительных суффиксов -ico и -ica вместо стандартных -ito и -ita. Например, plato (тарелка) — platico вместо platito, и momentico вместо momentito; но cara (лицо) — carita. Эта форма является общей для венесуэльского, кубинского, коста-риканского и колумбийского диалектов.